# TN 75
TN-75 é uma ogiva termonuclear desenvolvida pela França, seu desenvolvimento começou em 1987 e terminou em 1991, sendo necessário testa-la em 1995 antes de sua implantação nos mísseis M45 e depois no M51, sendo que este teste provavelmente ocorreu em 1 de outubro de 1995 e rendeu 110 quilotons, em 2005 a França mantinha 288 ogivas, esta ogiva sera substituída em 2015 pela TNO (ogiva nuclear oceânica).